# Głużek-Kolonia
Głużek-Kolonia – część wsi Głużek w Polsce, położona w województwie mazowieckim, w powiecie mławskim, w gminie Wiśniewo.
W latach 1975–1998 Głużek-Kolonia należała administracyjnie do województwa ciechanowskiego.